# Fjallsárlón
Apavatn – jezioro polodowcowe w południowej części lodowca Vatnajökull w Islandii.